# Daniela Costian
Daniela Costian (Brăila, Rumania, 30 de abril de 1965) fue una atleta australiana de origen rumano, especializada en la prueba de lanzamiento de disco en la que llegó a ser subcampeona mundial en 1993.

## Carrera deportiva
En el Mundial de Stuttgart 1993 ganó la medalla de plata en el lanzamiento de disco, con una marca de 65.36 metros, quedando tras la rusa Olga Chernyavskaya y por delante de la china Min Yunfeng (bronce).